# Preservation Act 2
Preservation: Act 2 je konceptuální album od anglické rockové kapely The Kinks. Bylo vydáno v roce 1974 a jedná se o dvanácté studiové album The Kinks.
Preservation nebylo kritiky dobře přijato a prodeje byly malé, ačkoliv naživo bylo album přijímáno podstatně lépe. Mnoho skalních fanoušků The Kinks odradily melodramatické skladby, z nichž vznikala alba, která zněla spíše jako soundtracky k divadelním muzikálům než rocková alba.

## Seznam skladeb
Autorem všech skladeb je Ray Davies.
| Strana 1 | Strana 1                 | Strana 1 |
| Pořadí   | Název                    | Délka    |
| -------- | ------------------------ | -------- |
| 1.       | Announcement             | 0:41     |
| 2.       | Introduction to Solution | 2:43     |
| 3.       | When a Solution Comes    | 3:40     |
| 4.       | Money Talks              | 3:44     |
| 5.       | Announcement             | 0:55     |
| 6.       | Shepherds of the Nation  | 4:17     |

| Strana 2 | Strana 2             | Strana 2 |
| Pořadí   | Název                | Délka    |
| -------- | -------------------- | -------- |
| 1.       | Scum of the Earth    | 2:45     |
| 2.       | Second-Hand Car Spiv | 4:01     |
| 3.       | He's Evil            | 4:25     |
| 4.       | Mirror of Love       | 3:26     |
| 5.       | Announcement         | 0:34     |

| Strana 3 | Strana 3                        | Strana 3 |
| Pořadí   | Název                           | Délka    |
| -------- | ------------------------------- | -------- |
| 1.       | Nobody Gives                    | 6:33     |
| 2.       | Oh Where Oh Where Is Love?      | 3:40     |
| 3.       | Flash's Dream (The Final Elbow) | 4:17     |
| 4.       | Flash's Confession              | 4:06     |

| Strana 4 | Strana 4              | Strana 4 |
| Pořadí   | Název                 | Délka    |
| -------- | --------------------- | -------- |
| 1.       | Nothing Lasts Forever | 3:42     |
| 2.       | Announcement          | 0:20     |
| 3.       | Artificial Man        | 5:30     |
| 4.       | Scrapheap City        | 3:16     |
| 5.       | Announcement          | 1:05     |
| 6.       | Salvation Road        | 3:20     |

## Obsazení
- Ray Davies – zpěv, kytara
- Dave Davies – kytara, zpěv
- John Dalton – baskytara
- John Gosling – klávesy
- Mick Avory – bicí
- Maryann Price – zpěv
- Alan Holmes – barytonový saxofon, klarinet
- Laurie Brown – trubka, flétna, tenorový saxofon
- John Beecham – pozoun, flétna